# 仁村紗和
仁村 紗和（にむら さわ、1994年〈平成6年〉10月13日 - ）は、日本の女優、モデル。大阪府枚方市出身。サンミュージックプロダクション所属。

## 略歴
大阪府出身。モデルを経て高校卒業後に上京し、2014年に芸能界入り。
デビュー前には芸能事務所20社以上からスカウトされた伝説がある。
デビュー以降、2年間で15社のCMに出演。
東京急行電鉄のイメージキャラクターを長らく務めるなど、所属事務所サンミュージックから「安達祐実以来の本格派」と呼ばれた。
2018年、AbemaTV『#声だけ天使』で連続ドラマ初レギュラー出演。ヒロイン役を務めた。
「太眉女優」として様々なところで紹介される。

## 人物
身長164cm。体重45kg。血液型O型。趣味は写真、カメラ、映画鑑賞、音楽鑑賞、ダンス。特技はバスケットボール、バドミントン。
演技は独学。
『あなたのブツが、ここに』で宅配ドライバー役を演じるにあたり、普通自動車免許を17日間で取得した。

## 受賞歴
2024年
- アジアコンテンツアワード&グローバルOTTアワード2024 最優秀新人賞（『SHUT UP』）
- ELLE CINEMA AWARDS 2024 FENDI賞

## 出演

### テレビドラマ
- 劇場霊からの招待状 第7話（2015年11月、TBS） - 佐倉ユリ 役
- 脱線刑事～前代未聞の早押しクイズ連動ドラマ～（2015年12月13日、CBCテレビ）
- ヒガンバナ〜警視庁捜査七課〜 第2話（2016年1月20日、日本テレビ）
- 臨床犯罪学者 火村英生の推理 第7話 - 第9話（2016年、日本テレビ） - 大石安奈 役
- 土曜ワイド劇場「京都南署鑑識ファイル」第10作（2016年、テレビ朝日） - 宇佐見衿香 役
- きじまりゅうたの小腹がすきました!（2016年、NHK）
  - 第1話 - OL 役
  - 第3話
- 明日もきっと君に恋をする。（2016年、フジテレビ） - 主演・ゆき 役
- シリーズ・江戸川乱歩短編集II 妖しい愛の物語（NHK BSプレミアム）
  - 『黒手組』（2016年12月27日） - ふみこ 役
- 相棒 season15 第10話（2017年1月1日、テレビ朝日） - 藤井利佳子 役
- ウツボカズラの夢 第4話 - 第6話（2017年8月26日 - 9月17日、東海テレビ・フジテレビ）
- BORDER 衝動〜検視官・比嘉ミカ〜（2017年10月6日・13日、テレビ朝日） - 福地景子 役
- Missデビル　人事の悪魔・椿眞子（2018年4月14日、日本テレビ） 1話ゲスト
- 声ガール!（2018年6月、朝日放送） - 鶴岡優 役
- dele　第7話（2018年9月7日、テレビ朝日） - 宮川茜 役
- tourist ツーリスト 第2話 台北篇（2018年10月2日、テレビ東京） - 黒川はるこ 役[13]
- 新・ミナミの帝王 第17作（2019年1月14日、関西テレビ） - 島谷冬美 役
- よつば銀行 原島浩美がモノ申す！～この女に賭けろ～（2019年1月21日 - 3月11日、テレビ東京） - 倉内歩夢 役
- 東京独身男子 第4話（2019年5月11日、テレビ朝日）
- それぞれの断崖（2019年8月3月 - 9月21日、東海テレビ） - 志方真弓 役
- ヤヌスの鏡（2019年10月22日 - 12月10日、フジテレビ[注釈 1]） - 東涼子 役
- 4分間のマリーゴールド 第8話（2019年11月29日、TBS） - 赤木伊織 役
- シロでもクロでもない世界で、パンダは笑う。 第1話（2020年1月12日、日本テレビ） - 山崎麗美 役
- パパがも一度恋をした（2020年2月1日 - 3月22日、東海テレビ） - 古賀サキ 役
- 連続テレビ小説「おちょやん」（2020年、NHK総合） - 節子 役
- コールドケース 〜真実の扉〜 シーズン3 第3話（2020年12月19日、WOWOW） - 田川久子 役
- イタイケに恋して 第6話（2021年8月12日、読売テレビ・日本テレビ） - 菜野花 役
- 大河ドラマ「青天を衝け」第30回 - 第38回（2021年10月10日 - 12月5日、NHK） - 大内くに 役[14]
- アバランチ 第7話・第8話・最終話（2021年11月29日・12月6日・20日、カンテレ・フジテレビ系） - 久米スミレ 役
- 特集ドラマ「二十四の瞳」（2022年8月8日、NHK BSプレミアム / BS4K）
- 夜ドラ「あなたのブツが、ここに」（2022年8月22日 - 9月29日、NHK総合） - 主演・山崎亜子 役[15]
- 祈りのカルテ 研修医の謎解き診察記録 第1話（2022年10月8日、日本テレビ） - 山野瑠香 役[16]
- 大河ドラマが生まれた日（2023年2月4日、NHK総合） - 中井益子 役[17]
- 美しい彼 シーズン2（2023年2月8日 - 3月1日、MBS・TBS） - 安奈 役[18]
- NHKスペシャル「南海トラフ巨大地震」（2023年3月4日、NHK総合） - 森澤あかり 役[19]
- わたしのお嫁くん（2023年4月12日 - 6月21日、フジテレビ） - 赤嶺麗奈 役[20]
- 真夏のシンデレラ（2023年7月10日 - 9月18日、フジテレビ） - 小椋理沙 役[21]
- 連続ドラマW「事件」（2023年8月13日 - 9月3日、WOWOW） - 桜井京子 役[22]
- SHUT UP（2023年12月4日 - 2024年1月29日、テレビ東京） - 主演・田島由希 役[23]
- 松本清張ドラマスペシャル 第二夜「ガラスの城」（2024年1月4日、テレビ朝日） - 浅野由理花 役[24]
- ブルーモーメント（2024年4月24日 - 6月26日、フジテレビ） - 丸山ひかる 役[25]
- GO HOME〜警視庁身元不明人相談室〜 第1話（2024年7月13日、日本テレビ） - 富田聡美 役[26]
- 警視庁ゼロ係〜スカイフライヤーズ〜（2024年7月22日、テレビ東京） - 友坂美雪 役[27]
- 若草物語-恋する姉妹と恋せぬ私-（2024年10月6日 - 12月15日、日本テレビ） - 町田恵 役[28][29]
- あなたを奪ったその日から（2025年4月21日 - 6月30日、関西テレビ・フジテレビ） - 東砂羽 役[30][31]
- 完全不倫 -隠す美学、暴く覚悟-（2025年7月2日 - 、日本テレビ） - 主演・吉岡千春 役（前田公輝とダブル主演）[32]

### ウェブドラマ
- Lucy's Trick[33]（2016年、NETCINEMA.TV） - ハル 役
- &美少女 NEXT GIRL meets Tokyo 第10話（2017年6月14日、FOD） - 主演・須藤久実子 役
- #声だけ天使（2018年1月15日 - 3月19日、AbemaTV） - 安西さくら 役[34]
- 不完全不倫 第5話（2025年7月30日、TVer） - 吉岡千春 役[35]

### 映画
- 無伴奏（2016年3月26日公開、監督：矢崎仁司） - ジュリー 役
- 巫女っちゃけん。（2018年2月3日公開、監督：グ・スーヨン）
- 地獄少女（2019年11月15日公開、GAGA） - 南條遥 役[36]
- シライサン（2020年1月10日公開、監督：乙一） - 鈴木詠子 役
- MIRRORLIAR FILMS Season1「無題」（2021年9月17日公開、イオンエンターテイメント、監督：藤原知之） - 主演
- 劇場版 美しい彼〜eternal〜（2023年4月7日公開、カルチュア・パブリッシャーズ） - 安奈 役[18]
- 658km、陽子の旅（2023年7月28日公開、カルチュア・パブリッシャーズ） - 八尾麻衣子 役[37]
- ラストマイル（2024年8月23日公開、東宝） - 筧まりか 役
- 【推しの子】 - The Final Act -（2024年12月20日公開、東映）[38]

### 舞台
- エレクトラ（2016年） - クリュソテミス 役

### テレビ番組
- NHK高校講座　地学基礎（2014年 - 、NHK Eテレ）
- ロンリのちから（2014年 - 、NHK Eテレ）
- 痛快TV スカッとジャパン（2015年 - 、フジテレビ）
- タビノイロ。〜旅美人への手紙〜（2015年、フジテレビ）
- 日立 世界・ふしぎ発見!（2015年 - 、TBS）
- にじいろジーン（2018年、関西テレビ）
- ビーバップ！ハイヒール（2018年、ABC）
- NHKスペシャル東京ブラックホールⅡ(2019年)

### MV
- Base Ball Bear「「それって、for 誰?」part.1」（2015年）
- アルスマグナ「夏にキスしていいですか」（2015年）
- illion「BANKA」（2017年）
- ナオト・インティライミ「ハイビスカス」（2018年）
- JUJU「ミライ」（2019年）[39]
- 竹内まりや「プラスティック・ラヴ」（2019年）
- iri「言えない」（2020年）[40]

### CM
- 遊びはACT（2013年）
- リクルート 受験サプリ（2014年）※デビュー作[8]
- ブルボン アルフォート（2014年）
- BookLive わたしの、1冊（2015年）
- ECCジュニア 未来が育つ（2015年）
- ERA JAPAN 新しい誓い（2015年）
- NTTドコモ PREMIUM 4G Get Speed（2015年）
- 住友生命保険 あの人の未来診断（2015年） - おつる 役[2]
- 日本コカ・コーラ【360°動画】Coke Lip Dub X mas（2015年）
- ネオキャリア 保育ひろば（2016年）
- スタージュエリー （2016年）
- 森永製菓 Life with pino（2016年）
- 東京急行電鉄 マナー広告「わたしの東急線通学日記」（2016年）
- 集英社 ナツイチ（2017年）
- マネックス証券 米国株プロモーション動画「目の前にあるのは、アメリカ!?」（2019年）
- P&G ファブリーズ ナチュリス（2020年）
- 日本マクドナルド 「ケバブ風チキンバーガー」（2022年）
- 大塚製薬「SOYJOY」（2024年4月）[41]

### スチール
- ライフコーポレーション 広告モデル（2013年）
- RiRian パンフレットモデル（2013年）
- OPTIQUE PARIS MIKI（2016年 - ）
- BEAMS（2017年）
- 資生堂「マキアージュ」×ユニクロ「AIRism」（2018年）

### 雑誌
- 日之出出版 SEDA
- 新潮社 ROLA
- 文化出版局 装苑
- NYLON JAPAN カエルム
- PHaT PHOTO vol.90
- SPRiNG